# Aldo Leopold

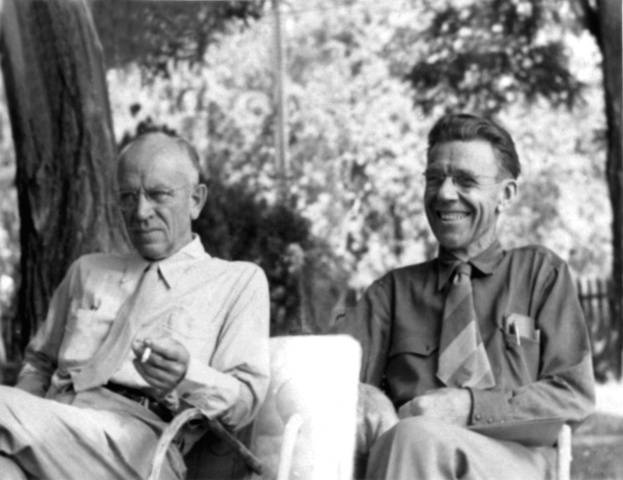
Aldo Leopold (links) mit Olaus Murie (1946)

Rand Aldo Leopold (* 11. Januar 1887 in Burlington, Iowa, USA; † 21. April 1948 in Baraboo, Wisconsin, USA) war ein US-amerikanischer Forstwissenschaftler, Wildbiologe, Jäger und Ökologe. Er gilt als einer der Gründer der Naturschutzbewegung. Der Autor mehrerer Sachbücher war Preisträger der Burroughs Medal.

## Leben
Aldo Leopold begann 1905 an der kurz zuvor gegründeten Forstfakultät der Yale-Universität zu studieren. Hier kamen ihm seine deutschen Vorfahren zugute, denn für das Forststudium waren Deutschkenntnisse obligatorisch. Dies wurde damit begründet, dass hier das deutsche (mitteleuropäische) Nachhaltigkeitskonzept der Forstwirtschaft gelehrt wurde. Als er das Studium abschloss, gehörte er zur ersten Generation amerikanischer Förster.
Sein erstes großes Betätigungsfeld war der Aufbau einer Forstverwaltung für das Gebiet zwischen Rio Grande, Colorado River und mexikanischer Grenze, eine wilde Landschaft mit Waldgebieten, die zu dieser Zeit erstmals vermessen und kartiert wurden. Hier traf er seine künftige Frau, die junge Lehrerin Estella Luna Bergere (1890–1975), die er, obwohl Lutheraner, am 9. Oktober 1912 in der katholischen Kathedrale von Santa Fe heiratete. Aus der Ehe gingen drei Söhne und zwei Töchter hervor. 
1915 erhielt er aus Washington den Auftrag, die Gründe für den Rückgang der Wildtierbestände in seinem Gebiet zu erforschen. Damit wandte sich seine Aufmerksamkeit der Wildbiologie zu. So untersuchte er die Zusammenhänge von Überweidung, Bodenerosion, Störungen des Wasserhaushalts und dem Verhalten der Fauna, woraus er ein Konzept ableitete, das vorsah, ein Netz von Wildtierreservaten zu errichten und den ganzen Grand Canyon über die bestehenden kleinräumigen National Monuments hinaus unter Landschaftsschutz zu stellen. Beide Konzepte wurden umgesetzt: die National Wildlife Refuges und der Grand-Canyon-Nationalpark.
Danach setzte er sich mit dem Aspekt der Biologie auseinander, die das Leben von Tieren und Pflanzen im Zusammenhang mit ihrem Habitat untersucht, der Ökologie. Zunächst vertrat er eine strikt utilitaristische Position und forderte die Ausrottung von Wolf und Puma, um die von ihm als wünschenswert angesehene Population von Rehen zu fördern. Die Zahl der Rehe pro Flächeneinheit wurde ihm zum Maß der natürlichen Integrität eines Gebietes. In den folgenden Jahren relativierte er diese Position: 1933 lehnte er die Ausrottung von Prädatoren ab, weil er die Bedeutung von Verfolgungsdruck auf die Beutepopulation erkannt hatte. In den 1940er Jahren maß er die ökologische Qualität eines Gebietes an der Wolfspopulation. Als Auslöser für den Wandel in seinen Ansichten wird insbesondere ein 1922 auf Englisch erschienenes Buch des russischen Schriftstellers und Esoterikers P. D. Ouspensky (1878–1947) angeführt, der eine frühe Version der „Gaia-Hypothese“ vertrat: „Die Erde ist ein koordiniertes Ganzes, ein sich selbst regulierender Organismus, ein Lebewesen“.
Bereits 1923 formulierte er aufgrund seiner Erfahrungen eine Ethik der Nachhaltigkeit. Er begann mit diesem Wissen an einem Forschungsinstitut der Universität von Wisconsin in Madison im Mittleren Westen zu arbeiten. Hier entwickelte er sich zu einem anerkannten Wildtierbiologen. Durch die Freundschaft mit dem britischen Naturforscher Charles Elton ergaben sich Synergien, die den Begriff der Ökosysteme tiefgreifend prägten.

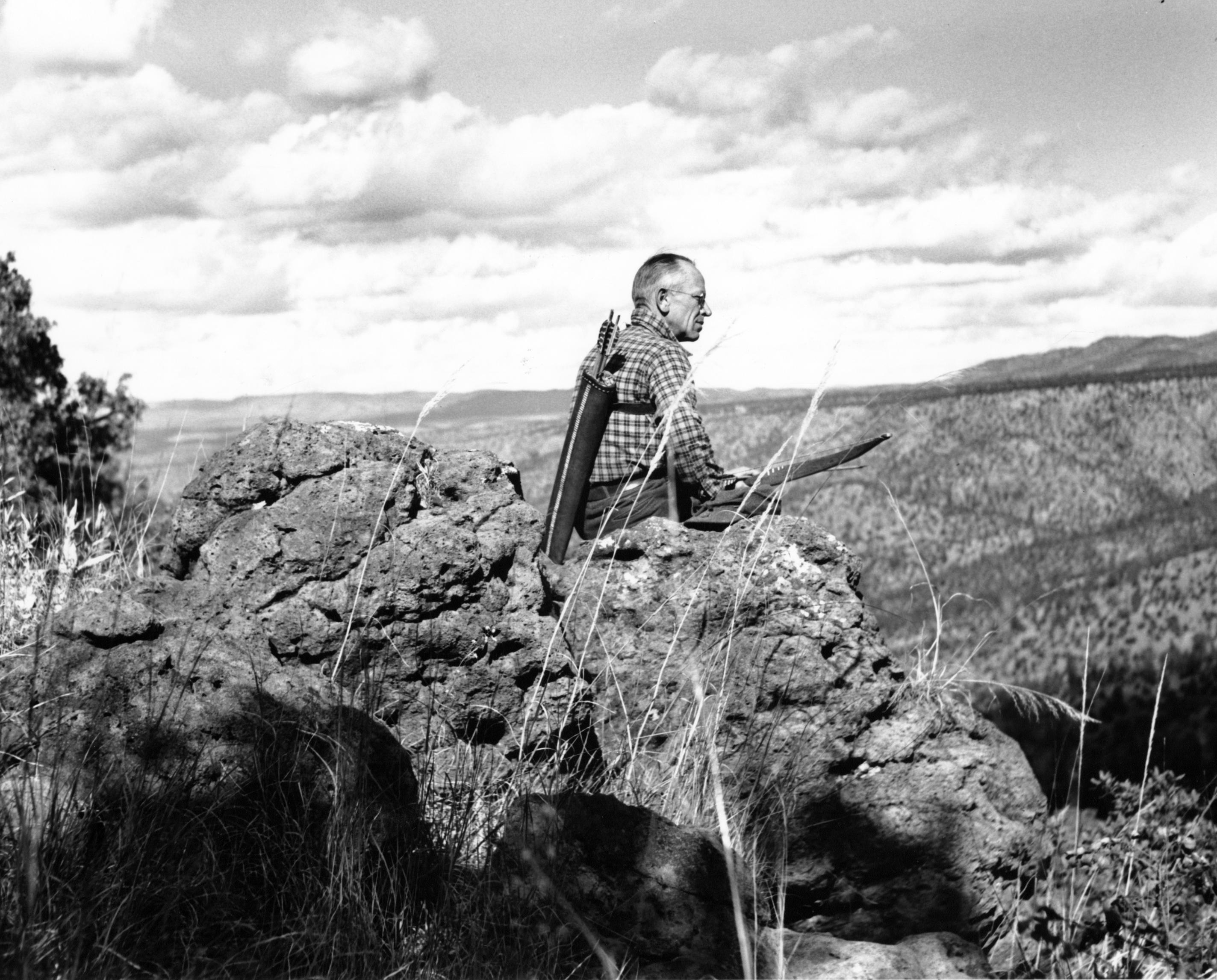
Aldo Leopold mit Pfeil und Bogen hoch über dem Rio Gavilan während eines Ausflugs zur Bogenjagd im Norden Mexico, 1938.

In den Great Plains trat in den 1930er Jahren die größte Dürre in der bekannten Klimageschichte der USA auf. Als Gegenmaßnahmen wurden Aufforstungen im großen Stil vorgenommen, aber ein Wandel der Denkmuster (Paradigmen), die in die Krise geführt haben, vollzog sich nicht. Im Sommer 1935 brach Leopold zu einer Studienreise nach Deutschland auf, um dort Anregungen für eine nachhaltige Forstwirtschaft in Amerika zu sammeln. In der Forstfakultät der Technischen Hochschule Dresden wurde die Delegation empfangen. Aldo Leopold erkannte im Land seiner Vorfahren die Anstrengungen für den Naturschutz mit dem Dauerwald, doch die rigide aufgeteilten und geometrisch angelegten Schläge (Flächenfachwerk) zeigten eine Nutzung der Wälder als „Holzfabriken“. Es war auch ein Besuch auf Gut Neschwitz in der Oberlausitz angesetzt. Der Gutsherr Arnold Freiherr von Vietinghoff-Riesch (1895–1962), ein Vertreter der Dauerwaldidee, betrieb seine Forstwirtschaft mit Einzelstammentnahme und Naturverjüngung. Aldo Leopold war begeistert.
Nach der Rückkehr in die USA probierte er seine gesammelten Ideen aus. Eine verlassene Farm am Wisconsin River, deren Boden nichts mehr hergab, wurde sein Versuchsgelände. Er begann erfolgreich mit der Renaturierung des gesamten Geländes. Heute sind dort vielfältige Waldbilder zu sehen. Diese Naturbeobachtungen bei der Arbeit schrieb Leopold nieder und ergänzte sie mit seinen umfassenden Erfahrungen. Aus dieser Niederschrift entstand der Sand County Almanac, der ein Jahr nach dem Tod des Autors 1949 erschien (deutsch, gekürzt 1992: Am Anfang war die Erde).

## Wirkung
“Our job is to harmonize the increasing kit of scientific tools and the increasing recklessness in using them with the shrinking biotas to which they are applied. In the nature of things we are mediators and moderators, and unless we can help rewrite the objectives of science we are predestined to failure”

„Unsere Aufgabe ist es, den immer größer werdenden Baukasten wissenschaftlicher Instrumente und die immer größer werdende Rücksichtslosigkeit seiner Anwendung mit der schrumpfenden biologischen Vielfalt zu harmonisieren. In der Natur der Dinge liegt es, dass wir Mediatoren und Moderatoren sind; solange wir nicht die Ziele der Wissenschaft umschreiben können, sind wir zum Scheitern verurteilt“

Heute wird Aldo Leopold weltweit als Pionier des ökologischen Denkens anerkannt. Aufgrund seines vielfältigen Wirkens im Bereich der Biologie, Wildbiologie und Ökologie gilt er als Begründer des Wildtiermanagements. 1991 wurde über ihn die Dokumentation Wild by Law veröffentlicht.
Mit dem Aufsatz Land-Ethik, der den Abschluss des Sand County Almanac bildet, wurde Leopold auch zum Gründer der Umweltethik. Er entwickelte die Ethik als begründet in den Beziehungen zwischen Einzelpersonen und später erweitert auf die Stellung des Einzelnen in der Gesellschaft. „Die Land-Ethik erweitert lediglich die Grenzen des Gemeinwesens und schließt Böden. Gewässer, Pflanzen und Tiere, also – zusammengefasst – das Land, ein.“ Sein ethischer Grundsatz im Umgang mit dem Land besagt: „Eine Handlung ist richtig, wenn sie dazu beiträgt, die Integrität, Stabilität und Schönheit der Natur zu erhalten. Sie ist falsch, wenn sie das Gegenteil bewirkt.“
Sein Einsatz für die Erhaltung von Wildnis als von Menschen weitestgehend unbeeinflusstem Naturraum führte 1924 zur Ausweisung des ersten Wildnisschutzgebietes in den Vereinigten Staaten, der Gila Wilderness in New Mexico. Seine Schriften waren einflussreich bei der Einführung des Wilderness Acts von 1964, der ein System von vollständig geschützten Wilderness Areas schuf.
Sein Sohn Aldo Starker Leopold (1913–1983) war ebenfalls ein bekannter Wildtier-Ökologe. Auch sein Sohn Luna Bergere Leopold war als Hydrologe und Geologe dem Gedanken der Nachhaltigkeit verpflichtet. Seine Tochter Estella Leopold (1927–2024) war eine bekannte Paläobotanikerin. 

## Werke (Auswahl)
- Report on a game survey of the north central states. Made by Aldo Leopold for the Sporting arms and ammunition manufacturers’ institute under direction of its Committee on restoration and protection of game etc. Madison 1931.
- Game Management. New York 1933.
- Thinking like a mountain. 1944 (dt. Denken wie ein Berg) – Essay.

Ein Großteil seiner Schriften wurde postum in Sammelbänden in Buchform veröffentlicht:
- A Sand County almanac, and Sketches here and there. New York 1949 (dt. Am Anfang war die Erde. Plädoyer zur Umwelt-Ethik. München 1992, ISBN 3-926901-54-3).
- Luna B. Leopold (Hrsg.): Round River. From the Journals of Aldo Leopold. New York 1953.
- A Sand County almanac. With other essays on conservation from Round River. New York 1966.
- David E. Brown, Neil B. Carmony (Hrsg.): Aldo Leopold’s wilderness. Selected early writings by the author of „A sand county almanac“. Harrisburg 1990, ISBN 0-8117-1864-6.
- Susan L. Flader, J. Baird Callicott (Hrsg.): The river of the mother of God and other essays. Madison 1991, ISBN 0-299-12760-5.
- David E. Brown, Neil B. Carmony (Hrsg.): Aldo Leopold’s Southwest. Albuquerque 1995, ISBN 0-8263-1580-1.
- J. Baird Callicott, Eric T. Freyfogle (Hrsg.): For the health of the land. Previously unpublished essays and other writings. Washington, D.C. 1999, ISBN 1-55963-763-3.